# Kurt Löffler
Kurt Löffler (* 24. August 1932 in Leipzig) ist ein ehemaliger deutscher Politiker (SED). Er war langjähriger Staatssekretär in der DDR.

## Leben
Kurt Löffler war der Sohn eines Angestellten. Nach dem Besuch der Oberschule mit Abitur studierte er Wirtschaftswissenschaften an der Karl-Marx-Universität Leipzig und der Humboldt-Universität zu Berlin mit dem Abschluss als Diplomwirtschaftler. 1952 wurde er Mitglied der SED. Bevor er seine Funktionärslaufbahn antrat, war er u. a. an als Prorektor für Gesellschaftswissenschaften an der Hochschule für Musik »Franz Liszt« in Weimar tätig. In dieser politischen Funktion war dort seit 1959 Mitglied der SED-Kreisleitung Weimar.
1961 wurde er Leiter der Abteilung Kultur beim Rat des Bezirkes Erfurt. Nach dem zwischenzeitlichen Einsatz, ab 1971, als Mitarbeiter und dann zuletzt als stellvertretender Leiter der Abteilung Kultur des ZK der SED, wird er in die Regierung der DDR berufen.

## In der Regierung der DDR

### Staatssekretär im Kulturministerium
Im Jahr 1973 wurde er zum Staatssekretär im Ministerium für Kultur der DDR-Regierung (Nachfolger von Dieter Heinze) ernannt. Hier war er Leiter der staatlichen Kommission zur Vorbereitung der X. Weltfestspiele der Jugend und Studenten in Berlin. Von 1980 bis 1983 leitete er das Staatliche Martin Luther-Komitee der DDR zu Luthers 500. Geburtstag im Jahr 1983. Des Weiteren hatte er dort von 1985 bis 1987 den Vorsitz des DDR-Komitees zum 750-jährigen Bestehen Berlins.

### Staatssekretär für Kirchenfragen
Am. 13. Juli 1988 tritt Klaus Gysi, der das Staatssekretariat für Kirchenfragen seit 1979 leitete, aus „gesundheitlichen Gründen“ zurück. In diesem Zusammenhang wird Löffler zum Staatssekretär für Kirchenfragen ernannt. Vorausgegangen war am 19. Februar 1988, dass SED-Politbüromitglied Werner Jarowinsky am 19. Februar 1988 Landesbischof Leich (BEK) im Staatsratsgebäude die vertrauliche Erklärung „Zu prinzipiellen Fragen der Beziehungen zwischen Staat und Kirche“ vorträgt, ohne Klaus Gysi einzubeziehen. Die Erklärung wird erst am 14. November 1888 in der Frankfurter Allgemeinen Zeitung vollständig abgedruckt. Im Verlauf des Jahres 1888 kommt es u. a. in diesem Zusammenhang zu wiederholten Eingriffen der DDR-Zensur in ohnehin eingeschränkte Pressearbeit der Kirchen. Löffler spielt dabei eine zunehmend restriktive Rolle, so bleiben die Gespräche von Leich mit ihm sowie Kurt Kleinert am 10. August 1988 erfolglos. Am 13. Oktober 1888 bekräftigt Löffler, dass die Regierung der DDR auch in Zukunft keine offene Berichterstattung in Kirchenzeitungen zulassen werde.
Ende Januar bzw. Anfang Februar 1989 kommt es zum Besuch von Löffler in Israel, auf Einladung der Gedenkstätte Yad Vashem. Da die DDR mit Israel keine diplomatische Beziehungen unterhält, gibt es kein Treffen mit Regierungsvertretern oder Politikern, unter anderem lehnte zum Beispiel Teddy Kollek ein Treffen ab. Dennoch bleibt es die einzige Reise eines DDR-Regierungsvertreters nach Israel.
Im Zusammenhang mit dem kollektiven Rücktritt des Ministerrates der DDR, 7. November 1989, gibt Löffler sein Amt auf. Sein Nachfolger wird Lothar de Maizière in der Regierung Hans Modrow.

## Spätere Berufliche Tätigkeiten
Ab 1991 arbeitete er zeitweise als Direktor für Marketing, Werbung und Öffentlichkeitsarbeit des Ostdeutschen Sparkassenverbandes.

## Auszeichnungen
- 1966: Johannes-R.-Becher-Medaille[1]
- 1982: Vaterländischer Verdienstorden in Silber, 1987 in Gold
- 1982: Ćišinski-Preis I. Klasse[3]
- 1987: Ehrenzeichen für Körperkultur und Sport der DDR